# Lijst van burgemeesters van Yerseke
Dit is een lijst van burgemeesters van de voormalige Nederlandse gemeente Yerseke tot die gemeente in 1970 opging in de gemeente Reimerswaal.
| Ambtsperiode | Naam burgemeester          | Partij of stroming | Bijzonderheden                                    |
| ------------ | -------------------------- | ------------------ | ------------------------------------------------- |
| ?            | ?                          |                    |                                                   |
| 1837 - 1863  | Izak (I.) Willemsen        |                    |                                                   |
| 1864 - 1881? | W. van Oeveren             |                    |                                                   |
| 1881 - 1882  | G.H. Kakebeeke             |                    |                                                   |
| 1882 - 1885  | B.D. Filet                 |                    |                                                   |
| 1885 - 1891  | Dirk (D.) Koeleman         |                    | later burgemeester van Krommenie                  |
| 1891 - 1895  | G.H. Verboon               |                    | later burgemeester van Zevenbergen                |
| 1895 - 1899  | J.A.P. Geill               |                    | later burgemeester van Terneuzen                  |
| 1899 - 1929  | J. (Jan) Sinke (1852-1932) |                    |                                                   |
| 1929 - 1942  | H.C.J. Gunning             | CHU                |                                                   |
| 1942 - 1944  | A.A. Brouwers              |                    |                                                   |
| 1944? - 1946 | H.C.J. Gunning             | CHU                |                                                   |
| 1946 - 1966  | A.C. Willemsen             | ARP                | vanaf juli 1965 waarnemend                        |
| 1966 - 1970  | Cees Pijl Hogeweg          | ARP                | later burgemeester van Reimerswaal en Zwijndrecht |